# IMBEL MD97
IMBEL MD97 é um fuzil de assalto projetado pelo Capitão Paulo Augusto Capetti Porto no final dos anos 90 e  fabricado pela IMBEL, com o objetivo de substituir o fuzil 5,56 IMBEL MD2 em uso pelas forças de segurança pública e nas fileiras do Exército Brasileiro, tendo sido substituído a partir de 2015 pelo IMBEL IA2. A versão carabina leve curta, Ca 5,56 MD 97 LC (arma portátil, de uso individual, semiautomática, princípio de funcionamento ação dos gases sobre o ferrolho, sentido da alimentação de baixo para cima) foi adotada pela Força Nacional de Segurança Pública e por varias Policias Militares.

## História
O início dos estudos que resultaram na adoção do calibre 5,56x45mm NATO pelo Exército Brasileiro remonta ao começo dos anos 80 e, assim como a evolução do armamento leve na Força Terrestre , está intimamente ligado à história da Fábrica de Itajubá.
O objetivo, à época, era a obtenção de uma arma de concepção original, tanto quanto possível, e que guardasse analogias, notadamente de desempenho, com as similares estrangeiras de mesmo calibre. As dificuldades encontradas nos anos de 1981 e 1982 para a concretização de um protótipo fizeram com que o objetivo original do projeto fosse reavaliado em 1983. Essa decisão deu origem ao Fz. 5,56 IMBEL MD1. O projeto desse fuzil previa uma caixa da culatra e carregador novos. Sua produção demandaria investimentos em processos, dispositivos, ferramentas e calibres, e o retorno do investimento estaria assegurado com um lote mínimo de 10.000 unidades comercializadas, meta improvável para aquela conjuntura.
A homologação dos Objetivos Básicos Operacionais (OBO) 39/86 foi decisiva para a definição de novo rumo. A previsão do Estado-Maior do Exército (EME) era dotar, inicialmente, apenas o Batalhão de Forças Especiais, que contava com 561 homens. Como a demanda prevista não justificava o desenvolvimento de projeto de uma arma nova, a FI optou por um fuzil que aproveitasse os carregadores do M-16 e o máximo de peças e processos de fabricação do FAL, incluindo a caixa da culatra.
Dessa forma, em tempo relativamente curto, surgiram os modelos MD2 e MD3 – solução economicamente viável mas não ideal do ponto de vista técnico e operacional. O modelo MD2 era muito pesado se comparado aos outros fuzis de mesmo calibre. O protótipo, com a coronha rebatível, foi submetido à avaliação técnica no Campo de Provas da Marambaia como Material de Emprego Militar (MEM) tipo “E”, e seu desempenho foi considerado satisfatório. Apesar de nenhum dos protótipos ter sido submetido à avaliação operacional, o modelo MD2 passou a ser adotado por algumas Unidades do Exército e por diversas polícias. Para o mercado externo, continua sendo comercializado até os dias de hoje.
Em 1995, o EME reviu os Objetivos Básicos Operacionais para o Fuzil 5,56. Surgiu, daí, uma expectativa de demanda de um fuzil com diversas características não atendidas pela maioria das armas disponíveis no mercado internacional, incluindo o modelo IMBEL MD2. Na ocasião, os objetivos principais eram: desenvolver uma arma dentro dos limites de peso (3,8 kg) e inserir o mecanismo de rajada controlada de três tiros (burst fire), colocando o protótipo com características próximas às de seus concorrentes.
Em dezembro de 1996, a Fabrica de Itajubá solicitou ao CTEx a avaliação técnica de dois protótipos da IMBEL, o modelo L e o modelo LC, estas duas armas se assimilavam a um FN FAL mais "magro", tendo características visuais de outros projetos, como o Beretta AR70 e o FAMAS G2. Esses protótipos não atingiram todos os requisitos absolutos, pois os Requisitos Técnicos Básicos (RTB) do projeto só foram homologados em setembro de 1997 com a Avaliação Técnica (AVALTEC) já em curso.
Em novembro do mesmo ano, a Fabrica de Itajubá apresentou novos protótipos em conformidade com os requisitos absolutos e com algumas modificações de caráter operacional sugeridas pelo Centro de Instrução de Guerra na Selva, que realizou uma avaliação preliminar de alguns protótipos. Estes protótipos são visualmente similares a o FAL, porém com varias modificações técnicas. A AVALTEC foi reiniciada com a nova arma, mas, em junho de 1999, as provas foram interrompidas, dada a inexistência de critérios objetivos para avaliação de alguns requisitos. Esse fato levou o CTEx a decidir pela interrupção da prova para revisão dos RTB.
O período decorrido até a homologação dos novos requisitos permitiu à Fabrica de Itajubá conduzir diversos testes e introduzir mudanças maiores, baseadas nas ocorrências e observações colhidas durante as avaliações anteriores, em uma avaliação operacional realizada pela Força Aérea Brasileira com 30 protótipos e em diversas sugestões de usuários e colaboradores. O resultado permitiu ao fuzil projetado pela IMBEL atingir todos os requisitos absolutos e a grande maioria dos requisitos desejáveis e complementares estabelecidos pelo EME.
Em 2008, o fuzil foi adotado em pequenas quantidades pela Brigada de Operações Especiais do Exército Brasileiro, sendo preterido, como substituto do IMBEL FAL do Exército Brasileiro, pelo IMBEL IA2, que é um projeto bem mais moderno.
Coma criação da Força Nacional de Segurança Pública, no ano de 2004, houve a necessidade de equipar esta força com um fuzil semiautomático para operações urbanas. Inicialmente, a força foi equipada com fuzis IMBEL FAL e IMBEL Para-FAL, porém, estas armas (exceto a ultima) se mostraram inaptas para a utilização policial, devido a o grande porte do fuzil e o a o calibre inadequado para combate urbano. Em 2008, com o termino dos testes do MD97, esta arma foi testada pela FNSP, que a adotou sua versão policial (MD97LC) como arma padrão da corporação, em detrimento do FAL e sua versão de coronha rebatível.
Varias policias militares adotaram as versões semiautomáticas do MD97, porém, algumas já o suplantaram por fuzis mais modernos, como o Taurus CT-556.

## Descrição

### Mecanismo
O IMBEL MD97 é um fuzil de assalto de fogo seletivo, tendo seu mecanismo, impulsionado por um pistão acionado pelos gases resultantes do disparo, empurrando o ferrolho, este, um ferrolho rotativo, com ressaltos de trancamento.

### Características
Muitas das peças do MD97 são similares as do FN FAL (o que fazia parte da requisição do Exército), como por exemplo, o guarda-mão, empunhadura, gatilho e miras. Estas peças se tornaram similares por uma questão de logística e viabilidade econômica.
O seletor de modo da arma é posicionado no lado esquerdo do conjunto do gatilho da arma, (dificultando a operação por atiradores canhotos). O seletor tem quatro posições, Segurança (S), Fogo Semiautomático (SA), Fogo Intermitente de 3 disparos (Burst Fire) (3) e Fogo Automático (A).
O cano do MD97 é raiado, com raiamento de 1:10, facilitando o disparo tanto de munição M197 (utilizada pelos americanos no Vietnam) quanto munição SS109 (variante moderna da 5,56mm). Fabricado pelo processo de martelamento a frio, o cano é internamente, recoberto em cromo duro, a fim de aumentar a vida útil e facilitar a limpeza. O cano é equipado com um quebra-chamas "padrão OTAN", podendo disparar granadas de bocal, além de poder ser equipado com um adaptador de munição de festim.
O fuzil é alimentado por um carregador STANAG, de 30 tiros, padrão da OTAN, o mesmo modelo utilizado nos fuzis M-16 e FN FNC.
As variantes MD97L, MD97LM e MD97LC são equipados com uma coronha rebatível, fabricada em cromo-molibdênio, muito similar a coronha do FN FAL. Nas versões MD97F E MD97LF, ele é equipado com uma coronha em polímero, idêntica a equipada no FAL.

### Mira
O MD97 possui mesma a alça de mira do FAL, do tipo rampa deslizante, com as posições 200, 300, 400, 500 e 600 m, sendo regulável no plano horizontal com o auxílio de uma chave de fenda. A massa de mira também é a mesma de seu irmão mais velho, regulável em altura, podendo ser dotado de uma luneta, posicionada na caixa de culatra do fuzil, além de miras red-dot e holográficas, que podem ser adaptadas acima da caixa de culatra do fuzil, devido a haver um trilho picatinny na mesma.

### Acessórios
Por ter vários trilhos picatinny, a arma pode ser equipada com uma vasta gama de acessórios, que incluem supressores de som, lanternas táticas, lança-granadas M203, de 40mm, entre outros. As variantes MD97F e MD97L podem ser equipadas com uma baioneta, fabricada pela IMBEL.

## Variantes
- MD97F: Variante principal do fuzil, concebido para substituir o IMBEL M964 FAL das fileiras do Exército. Equipado com coronha fixa e cano de 430 mm.
- MD97L: Variante "paraquedista" do fuzil, concebida para substituir o  IMBEL M964A1 Para-FAL nas fileiras do Exército. Coronha rebatível e cano de 430 mm.
- MD97LM: Variante curta do MD97L. As únicas modificações do fuzil são o cano, de menor comprimento (330 mm), o peso (3,3 kg) e a alça de mira, que foi adotado o mesmo modelo utilizado no Para-FAL.
- MD97LC: Variante semiautomática do MD97LM. Destinada para o uso policial.
- MD97LF: Variante semiautomática do MD97LM. Destinada a o uso policial. A unica diferença é que a variante LF é equipada com coronha fixa.

## Operadores
- Brasil: A Força Nacional de Segurança Pública é o principal operador de fuzil.
  -  Brasil: A Brigada de Operações Especiais do Exército Brasileiro opera o MD97L e MD97F em pequenas quantidades.
  -  Brasil: Polícia Militar opera versões semiautomáticas do fuzil. Algumas, estão o substituindo gradativamente por armas mais modernas, de fabricação nacional.